# Ophrys pseudoscolopax
Ophrys pseudoscolopax (synoniem: Ophrys linearis) is een Europese orchidee.
De soort lijkt op een kleinere uitgave van de in België voorkomende hommelorchis, maar is (zeer waarschijnlijk) endemisch in het zuiden van Frankrijk.

## Naamgeving enetymologie
- Synoniemen: Ophrys linearis (Moggr.) P. Delforge, P. Devillers & J. Devillers-Terschuren (2000), O. insectifera subsp. arachnites subvar. linearis Moggr., O. fuciflora var. linearis (Moggr.) E.G. Camus, Bergon & A. Camus, O. holoserica var. linearis (Moggr.) Landwehr, O. holoserica subsp. linearis (Moggr.) Kreutz, O. arachnitis var. filiforme Risso

- Frans: Ophrys fausse bécasse, Ophrys presque scolopax

De botanische naam Ophrys stamt uit het Oudgrieks en betekent ‘wenkbrauw’, wat zou moeten slaan op de behaarde lip. De naam wordt reeds gebruikt door Plinius de oudere (23-79 v.Chr.) in zijn Naturalis Historia, alhoewel hij er waarschijnlijk een andere plant mee aanduidde. De soortaanduiding pseudoscolopax betekent ‘gelijkend op scolopax’, en refereert aan een gelijkenis met de sniporchis (O. scolopax), alhoewel die met de hommelorchis (O. holoserica) nog veel duidelijker is.

## Kenmerken

### Habitus
Ophrys pseudoscolopax is een overblijvende, niet-winterharde geofyt. Het is een kleine (maximaal 40 cm) forse plant met tot tien kleine bloemen in een korte, ijlbloemige aar.

### Bloemen
De bloemen zijn tot 2 cm groot, met drie roze tot witte, driehoekige tot lintvormige kelkbladen of sepalen en twee kleinere, donkerder gekleurde kroonbladen of petalen. .
De lip is tot 1,3 cm lang, opgeblazen, duidelijk drielobbig, bruin fluweelachtig behaard, met smalle randen die soms teruggeslagen zijn. Het speculum is sterk variabel maar meestal zeer complex, rood tot purper afgelijnd met geel tot lichtbruin. Onderaan de lip is een klein geel aanhangsel zichtbaar.
De bloeitijd is van april tot eind mei, iets vroeger dan die van de hommelorchis.

## Habitat
Ophrys pseudoscolopax geeft de voorkeur aan kalkrijke, vochtige tot droge, zonnige tot halfbeschaduwde plaatsen, zoals kalkgraslanden, hooilanden, garrigues, lichte bossen en puinhellingen. De soort is vooral te vinden in kustgebieden, maar komt voor in middelgebergtes tot op 1000 m.
De soort deelt zijn biotoop met de hommelorchis, maar die komt meestal noordelijker voor.

## Voorkomen
Ophrys pseudoscolopax is waarschijnlijk endemisch in het zuiden van Frankrijk, vanaf de Middellandse Zeekust tot in de departementen Ardèche en Drôme in het noorden.

## Verwantschap en gelijkende soorten
Ophrys pseudoscolopax wordt samen met een aantal sterk gelijkende soorten, zoals de sniporchis (O. scolopax) tot de sectie Fuciflorae binnen het geslacht Ophrys. Ze kan ervan onderscheiden worden door het complexe en variable speculum en het kleine aanhangseltje.
O. pseudoscolopax lijkt echter nog het meest op een iets kleiner uitvoering van de hommelorchis (O. holoserica), waarvan ze verschilt door de kleinere bloemen, de bollere, meestal smaller lip en het complexere speculum.

## Bedreiging en bescherming
O. pseudoscolopax is in Frankrijk niet beschermd.
De soort wordt vooral in de kuststreek sterk bedreigd door de oprukkende bebouwing en recreatie.